# Bitwa na Długich Mostach
Bitwa na Długich Mostach – starcie zbrojne, które miało miejsce w roku 15 n.e. w czasie kampanii Germanika w Germanii.
W trakcie wycofywania się na północ po zakończonej kampanii roku 15 n.e. Germanik nakazał legatowi Aulusowi Cecynie odwrót przez tzw. Długie Mosty – wąską ścieżkę biegnącą kilometrami wśród moczarów, stworzoną przed laty przez żołnierzy Lucjusza Domicjusza. Powracające wojska Cecyny mozolnie przedzierały się przez trakt, odpierając cały dzień ataki Cherusków. Wiele rzymskich wozów utknęło na bagnach i trzeba było je wyciągać. Cecyna zarządził wówczas zbudowanie obozu na moczarach i otoczenie go wałami ziemnymi, pobudowanymi naprędce z błota. Wieczorem Cheruskowie starali się podtopić Rzymian, zalewając wały strumieniami. Rankiem Cecyna zarządził dalszy marsz żołnierzy z taborem, ustawiając do jego obrony legionistów. Dowodzący Cheruskami Arminiusz posłał wnet swoich ludzi do ataku na tabor, w wyniku którego Rzymianie utracili całe zaopatrzenie. W zamieszaniu ranny został Cecyna, który upadł nieszczęśliwie z trafionego strzałą konia. Germanie nie wykorzystali jednak tego sukcesu, rzucając się do plądrowania taboru. Dzięki temu Rzymianie nie atakowani przedarli się dalej opuszczając moczary. Na suchym już gruncie Cecyna założył nowy obóz, przygotowując swoje wojska do jego obrony. Następnego dnia Germanie uderzyli na dobrze obwarowany obóz rzymski, ponosząc całkowitą klęskę. Poległo tysiące wojowników germańskich, a Arminiusz oraz jego wuj Inguiomerus zbiegli z pola walki. Zwycięstwo Cecyny okupione zostało wielkimi stratami oraz niemalże całym zaopatrzeniem jego wojsk.